# Walter Decleir
Walter Decleir (Berchem, 26 november 1937) was een Belgisch zoöloog. Van 1989 tot 2001 was hij rector van het Rijksuniversitair Centrum Antwerpen.

## Levensloop
Walter Decleir studeerde aan de Rijksuniversiteit Gent, waar hij in 1966 tot doctor in de dierkunde promoveerde. Van 1959 tot 1973 was hij achtereenvolgens assistent, eerstaanwezend assistent en werkleider aan de Gentse universiteit. In 1973 begon zijn loopbaan aan de Universiteit Antwerpen. Hij was was kortstondig docent aan het Rijksuniversitair Centrum Antwerpen, maar maakte de overstap naar de Universitaire Instelling Antwerpen. In 1970 werd Decleir hoogleraar en in 1983 gewoon hoogleraar. Vanaf 1970 was hij tevens buitengewoon docent aan de Vrije Universiteit Brussel. Hij was decaan van de faculteit Wetenschappen van het RUCA van eind 1983 tot eind 1985. In 1989 werd hij in navolging van Wilfried Dierick rector van het RUCA. Alain Verschoren volgde hem in 2001 op.